# Municipio de Comstock (Nebraska)
El municipio de Comstock (en inglés: Comstock Township) es un municipio ubicado en el condado de Custer en el estado estadounidense de Nebraska. En el año 2010 tenía una población de 155 habitantes y una densidad poblacional de 1,92 personas por km².

## Geografía
El municipio de Comstock se encuentra ubicado en las coordenadas 41°35′2″N 99°14′28″O / 41.58389, -99.24111. Según la Oficina del Censo de los Estados Unidos, el municipio tiene una superficie total de 80.55 km², de la cual 80,55 km² corresponden a tierra firme y (0 %) 0 km² es agua.

## Demografía
Según el censo de 2010, había 155 personas residiendo en el municipio de Comstock. La densidad de población era de 1,92 hab./km². De los 155 habitantes, el municipio de Comstock estaba compuesto por el 98,71 % blancos, el 0,65 % eran de otras razas y el 0,65 % eran de una mezcla de razas. Del total de la población el 0,65 % eran hispanos o latinos de cualquier raza.